# Oko
Oko (oficialment Oco) és un municipi de Navarra, a la comarca d'Estella Oriental, dins la merindad d'Estella. Limita al nord amb Murieta, a l'oest amb Legaria, al sud amb Etaio i Olexoa i a l'est amb Abaigar.

## Demografia
| Evolució demogràfica                           | Evolució demogràfica | Evolució demogràfica | Evolució demogràfica | Evolució demogràfica | Evolució demogràfica | Evolució demogràfica | Evolució demogràfica | Evolució demogràfica | Evolució demogràfica | Evolució demogràfica |
| 1996                                           | 1998                 | 1999                 | 2000                 | 2001                 | 2002                 | 2003                 | 2004                 | 2005                 | 2006                 | 2007                 |
| ---------------------------------------------- | -------------------- | -------------------- | -------------------- | -------------------- | -------------------- | -------------------- | -------------------- | -------------------- | -------------------- | -------------------- |
| 91                                             | 87                   | 83                   | 85                   | 87                   | 84                   | 83                   | 76                   | 76                   | 78                   | 78                   |
| Fonts: Oko i Institut d'Estadística de Navarra |                      |                      |                      |                      |                      |                      |                      |                      |                      |                      |